# Louis Pergaud
(Prefazione a La guerra dei bottoni)
Louis Emile Pergaud (Belmont, 22 gennaio 1882 – Marchéville-en-Woëvre, 8 aprile 1915) è stato uno scrittore e poeta francese.

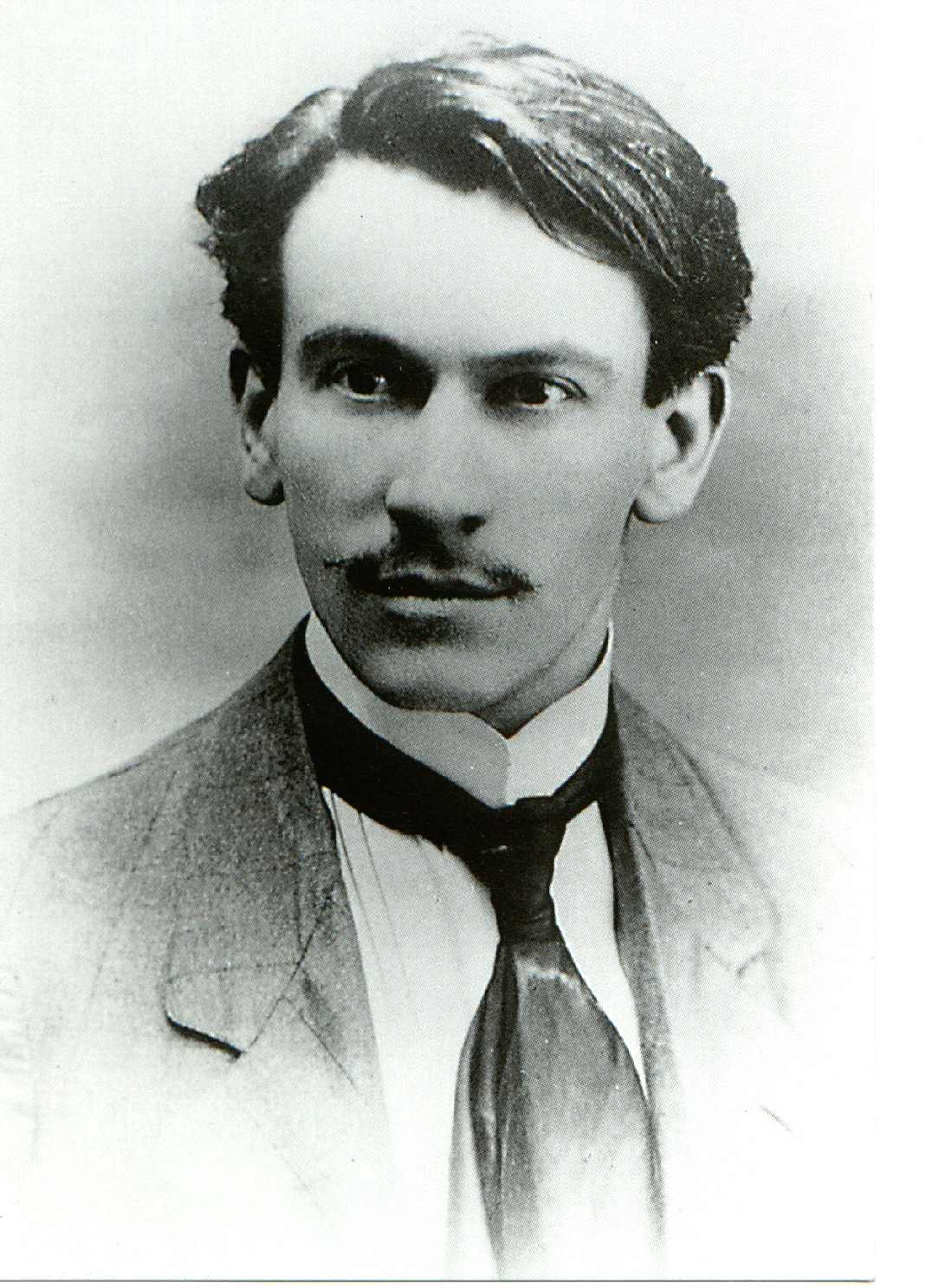
Louis Pergaud

La sua opera più famosa è La guerra dei bottoni.

## La Vita
Figlio di un maestro di campagna, a sua volta di famiglia contadina della Franca Contea, frequentò a partire dal 1898 l'École normale di Besançon, pensando di dedicarsi in seguito agli studi scientifici; tre anni dopo però, nel 1901, è costretto ad abbandonare gli studi a causa della morte quasi contemporanea di entrambi i genitori. Viene nominato supplente istitutore prima a Durnes e poi a Landresse, sempre nella Franca Contea. Nel 1907 si trasferisce a Parigi, dove lavora come impiegato alla Compagnie des Eaux, soprattutto con l'intenzione di avvicinarsi al mondo letterario dal quale sarebbe invece stato escluso in provincia. A Parigi conosce infatti letterati importanti come Léautaud e Lucien Descaves, ai quali dedica in seguito due suoi romanzi. Nel 1908 pubblica, sempre a Parigi, la sua prima raccolta di versi, L'herbe d'avril. Nel 1910 viene nominato condirettore della scuola di Arcueil e pubblica il suo primo libro di prose, De Goupil à Margot, al quale viene assegnato il premio Goncourt. Nell'opera si sofferma sulle somiglianze tra gli istinti amorali degli animali e le immorali attività dell'uomo, posizione legata al fervente antimilitarismo maturato durante il suo servizio militare, nel 1902.

### L'attività letteraria si fa più intensa
Nel 1911 pubblica La revanche du corbeau ed è nominato impiegato di segreteria presso la Prefettura della Senna. Da questo momento in poi, nonostante gli impegni d'ufficio, scrive e pubblica moltissimo, stimolato dal successo del suo primo libro. Nel 1912 dà alle stampe La guerra dei bottoni, con il sottotitolo indicativo di roman de ma douzième année (romanzo dei miei dodici anni); inizia anche la collaborazione a vari giornali e periodici. Nel 1914 pubblica un altro romanzo, Le roman de Miraut, chien de chasse; ma nel frattempo ha scritto febbrilmente moltissime novelle e racconti rimasti inediti, tra cui Les rustiques (pubblicato postumo nel 1924); la continuazione della Guerra dei bottoni, intitolata Lebrac bûcheron, nel quale i protagonisti una volta bambini sono ora diventati adulti. Di questo romanzo esistono solo alcuni capitoli. Negli stessi anni Pergaud scrive una serie di storie di animali, poi raccolte nell'opera completa delle sue opere apparsa nel 1954 (Dernières histoires de bêtes); una serie di novelle sugli abitanti della Franca Contea (Nouvelles villageoises posthumes); infine, vari abbozzi di racconti, tra cui Terre natale, Un satyre ou comment l'esprit vient aux gosses. Dello stesso periodo sono gli studi sulla psicologia dei vari animali, pubblicati in periodici e poi raccolti sotto il titolo di La vie des bêtes.

### La fine di un viaggio
Allo scoppio della prima guerra mondiale, viene richiamato alle armi e mobilitato a Verdun, sul fronte occidentale.  Il 7 aprile 1915 il reggimento di Pergaud lancia un attacco contro le linee tedesche, durante il quale lo scrittore viene ferito e rimane intrappolato nel filo spinato. Qualche ora dopo viene soccorso dai soldati tedeschi, che lo portano, insieme ai suoi compagni, in un ospedale da campo temporaneo dietro le loro linee. È qui che l'8 aprile Pergaud muore, con molti compatrioti, a causa di una raffica d'artiglieria francese che distrugge l'ospedale.